# 本亚明·万尼宁
本亚明·万尼宁（芬蘭語：Benjamin Vanninen，1921年6月29日—1975年7月22日），芬兰男子越野滑雪运动员。他曾代表芬兰参加1948年冬季奥林匹克运动会越野滑雪比赛，获得男子50公里铜牌。